# Чёрная (река, впадает в Воткинское водохранилище)
Чёрная — река в России, протекает по Нытвенскому и Краснокамскому районам Пермского края. Левый приток Сюзьвы. Длина реки составляет 22 км, площадь водосборного бассейна 54 км².
Исток реки на Верхнекамской возвышенности в 18 км к северо-западу от центра Краснокамска. Верхнее течение реки находится в Нытвенском районе, среднее и нижнее — в Краснокамском. Река течёт на юг, в низовьях поворачивает на юго-запад. Протекает сёла Чёрная, Малые Шабуничи и Карабаи. Устье находится у села Усть-Сыны.

## Данные водного реестра
По данным государственного водного реестра России относится к Камскому бассейновому округу, водохозяйственный участок реки — Кама от Камского гидроузла до Воткинского гидроузла, речной подбассейн реки — бассейны притоков Камы до впадения Белой. Речной бассейн реки — Кама.
По данным геоинформационной системы водохозяйственного районирования территории РФ, подготовленной Федеральным агентством водных ресурсов:
- Код водного объекта в государственном водном реестре — 10010101012111100014165
- Код по гидрологической изученности (ГИ) — 111101416
- Код бассейна — 10.01.01.010
- Номер тома по ГИ — 11
- Выпуск по ГИ — 1